# Vampire Weekend (album)
Vampire Weekend – debiutancki album studyjny amerykańskiego zespołu indierockowego Vampire Weekend. Wydawnictwo ukazało się w styczniu 2008 roku.
Pierwszy singel z krążka, "Mansard Roof", został wydany 23 października 2007. Drugi singel, "A-Punk", ukazał się na początku roku 2008.

## Lista utworów
Utwory na płycie napisali Rostam Batmanglij, Ezra Koenig, Christopher Tomson i Chris Baio (chyba że podane inaczej).
| 1.  | "Mansard Roof"                                             | 2:07  |
|     |                                                            |       |
| 2.  | "Oxford Comma"                                             | 3:15  |
|     |                                                            |       |
| 3.  | "A-Punk"                                                   | 2:17  |
|     |                                                            |       |
| 4.  | "Cape Cod Kwassa Kwassa"                                   | 3:34  |
|     |                                                            |       |
| 5.  | "M79" (Batmanglij, Koenig)                                 | 4:15  |
|     |                                                            |       |
| 6.  | "Campus" (Batmanglij, Koenig)                              | 2:56  |
|     |                                                            |       |
| 7.  | "Bryn"                                                     | 2:13  |
|     |                                                            |       |
| 8.  | "One (Blake's Got a New Face)" (Koenig, Slinger Francisco) | 3:13  |
|     |                                                            |       |
| 9.  | "I Stand Corrected"                                        | 2:39  |
|     |                                                            |       |
| 10. | "Walcott"                                                  | 3:41  |
|     |                                                            |       |
| 11. | "The Kids Don't Stand a Chance"                            | 4:03  |
|     |                                                            |       |
|     |                                                            | 34:13 |
|     |                                                            |       |
W wydaniu japońskim pojawiły się dwa utwory bonusowe:
| 12. | "Ladies of Cambridge" | 2:40  |
|     |                       |       |
| 13. | "Arrows"              | 3:04  |
|     |                       |       |
|     |                       | 05:44 |
|     |                       |       |

## Twórcy
- Ezra Koenig – wokal, gitara, fortepian, bęben
- Rostam Batmanglij – organy, chamberlin, fortepian, klawesyn, gitara, shaker, producent albumu, inżynier dźwięku, miksowanie
- Chris Baio – gitara basowa
- Christopher Tomson – bęben, gitara
- Hamilton Berry – wiolonczela
- Jonathan Chu – skrzypce, altówka
- Jeff Curtin – bęben, shaker
- Wesley Miles – wokal
- Jessica Pavone – skrzypce, altówka
- Joey Roth – bęben

## Notowania
| Notowania (2008)         | Najwyższa pozycja |
| ------------------------ | ----------------- |
| ARIA Top 50 Albums Chart | 37                |
| Sverigetopplistan        | 44                |
| UK Albums Chart          | 15                |
| UK Indie Chart           | 1                 |
| US Billboard 200         | 17                |